# Black Energy Drink

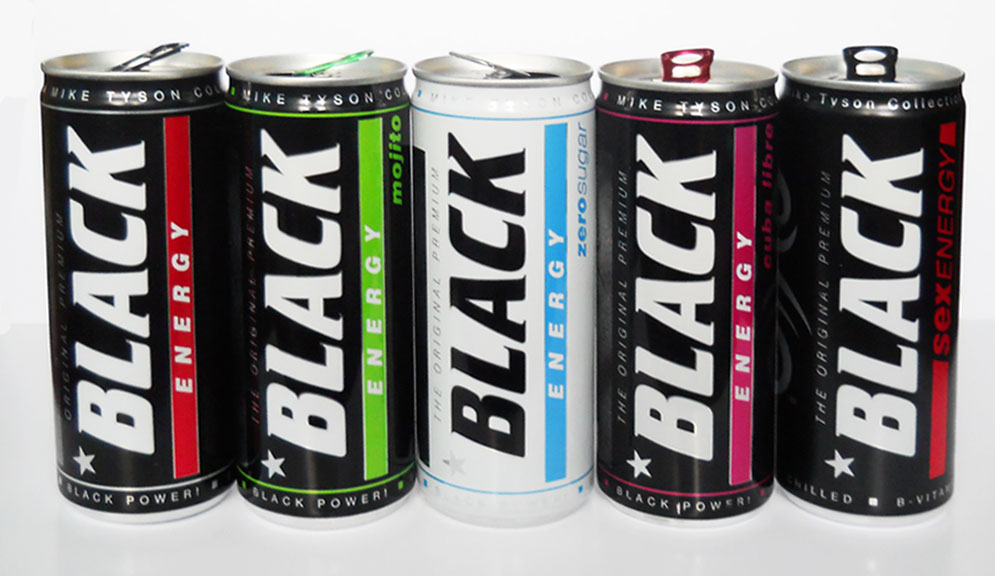
Puszka Black Energy Drink

Black – napój energetyzujący produkowany przez FoodCare.
Napój pod nazwą Black Energy Drink został wprowadzony na rynek po tym, jak firma FoodCare utraciła prawa do produkcji, dystrybucji i promocji napoju energetyzującego Tiger (nazwa jest jednocześnie pseudonimem zawodowym Dariusza Michalczewskiego). Michalczewski przekazał prawa do używania oznaczenia Tiger wadowickiej spółce Maspex obecnej m.in. w Niemczech, Wielkiej Brytanii, w Czechach, na Słowacji, w Bułgarii i w Iranie.
Od 2012 roku twarzą napoju jest były amerykański bokser Mike Tyson.
W Rankingu Najcenniejszych Polskich Marek przygotowanym przez redakcję „Rzeczpospolitej” wartość marki „Black” oszacowana została w 2021 r. na 10,9 mln zł.

## Rodzaje
Napoje Black Energy Drink występują w kilku seriach:
Black Functional Line 150 ml:
- Black Kac Shot After Alcohol (o smaku cytrynowym, pomaga usunąć toksyny i szkodliwe produkty metabolizmu, po spożyciu alkoholu)

Black Classic Premium Line 250 ml:
- Black Classic
- Black Zero Sugar (bez cukru)
- Black Sex Energy (o smaku pitaja-grenadina)
- Black Coolwave (o smaku cukierków lodowych)
- Black Citrus (o smaku cytynowym)
- Black Spritz (o smaku drinka Spritz)
- Black Mango (o smaku mango)
- Black Wild Strawberry (o smaku dzikiej truskawki)
- Black Mojito (o smaku drinka Mojito)
- Black Cannabis (o smaku konopi)

Black Juices Blas Line 500 ml: (seria z dodatkiem 20% soku owocowego)
- Black Original
- Black Mojito (o smaku drinka Mojito)
- Black Mango (o smaku mango)
- Black Ice Candy (o smaku cukierków lodowych)
- Black Wild Strawberry (o smaku dzikiej truskawki)

Black Zero Sugar Added 500 ml: (seria bez dodatku cukru)
- Black Paradise (o smaku ananasowo-kokosowo-cytrynowym)
- Black Wild Strawberry Zero Sugar (o smaku dzikiej truskawki)
- Black Mojito Zero Sugar (o smaku drinka Mojito)
- Black Spritz Zero Sugar (o smaku drinka Spritz)
- Black Sex Energy Zero Sugar (o smaku pitaja-grenadina)
- Black Cherry (o smaku wiśniowym)
- Black Apple&Mint (o smaku jabłko-mięta)
- Black Tropical (o smaku tropikalnym)
- Black Miami Beach (o smaku grejpfruta)

Ponadto Black Classic występuje również w butelkach: w szklanej o pojemności 300 ml (również Black zero sugar) lub pet o pojemności 1l.